# Melinda a Melinda
Melinda a Melinda je americký hraný film, který natočil režisér Woody Allen podle vlastního scénáře. Premiéru měl 17. září 2004 na Mezinárodním filmovém festivalu v San Sebastiánu. Jeho děj je zasazen na Manhattan a hlavní roli, postavu jménem Melinda, v něm ztvárnila Radha Mitchell. ta se vyskytuje ve dvou dějových liniích, jedné komické a druhé tragické. V dalších rolích se ve snímku představili Chiwetel Ejiofor, Will Ferrell, Chloë Sevigny a další. Ve filmu je použita hudba například od Igora Stravinského, Johanna Sebastiana Bacha či Dukea Ellingtona.